# Station Bordeaux-Saint-Jean
Station Bordeaux Saint-Jean is een spoorwegstation in de Franse gemeente Bordeaux en het belangrijkste station van die stad. Via de LGV Atlantique heeft het een rechtstreekse TGV-verbinding met Station Paris-Montparnasse en met Straatsburg. Verder stoppen er lange-afstandstreinen naar onder andere Toulouse, Lyon, Marseille en Irun, en regionale treinen naar bijvoorbeeld Arcachon.
Het oorspronkelijke station Bordeaux Saint-Jean werd gebouwd in 1855. Het huidige gebouw dateert uit 1898. Op een van de muren van de hal is een kaart afgebeeld van de spoorlijnen van de Compagnie des Chemins de fer du Midi. Een deel van de kaart is bij werkzaamheden in 1980 verwijderd om plaats te maken voor een doorgang naar een naastgelegen hal.
Voor het station bevindt zich een halte van tramlijn C en diverse bushaltes.

## Verbouwing
Voor de komst van de hogesnelheidslijn in 2017 werd het station gerenoveerd om de verwachte groei van reizigers op te opvangen.

## Galerij

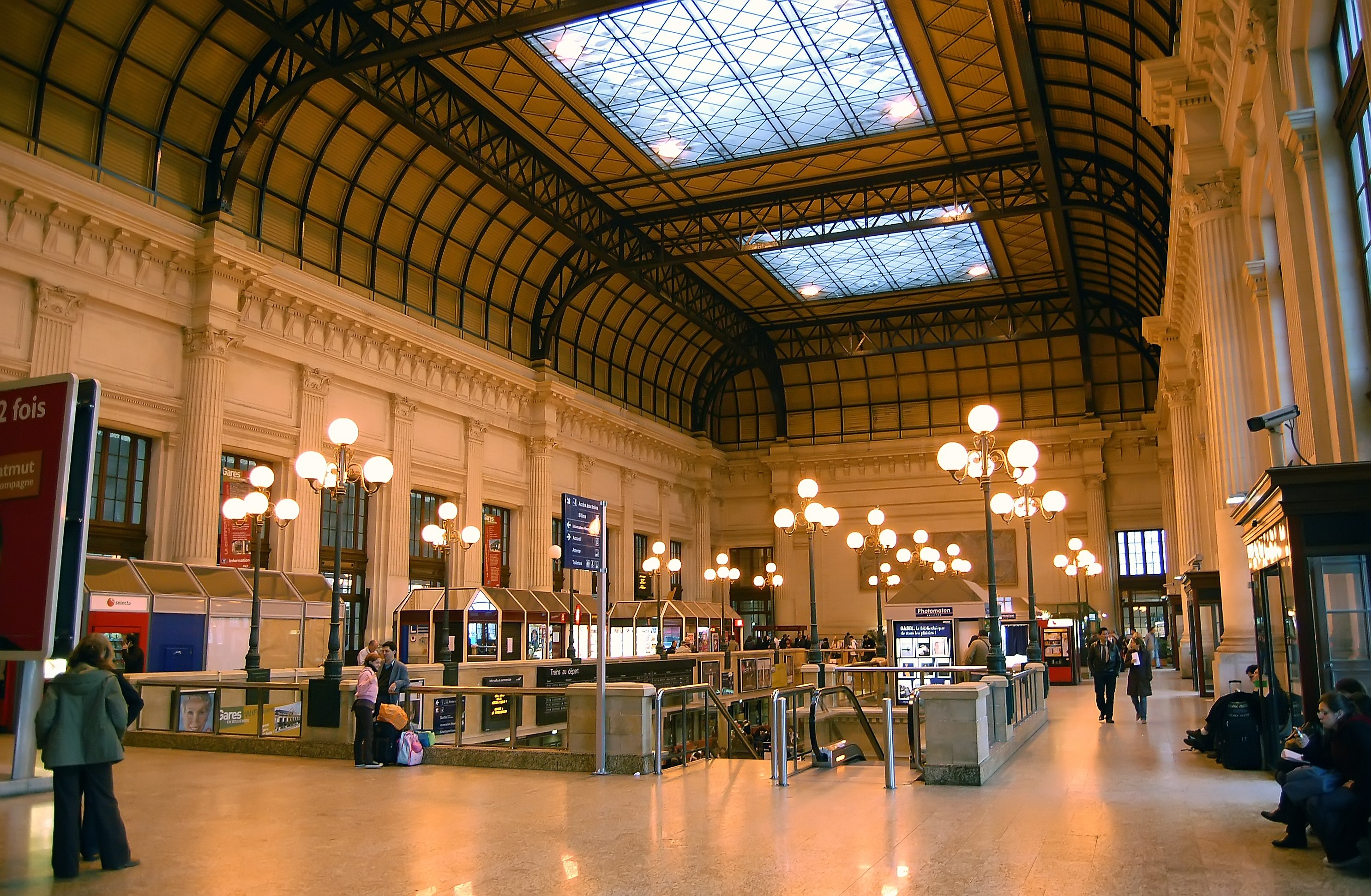
Centrale hal van het station Bordeaux-Saint-Jean (2008)
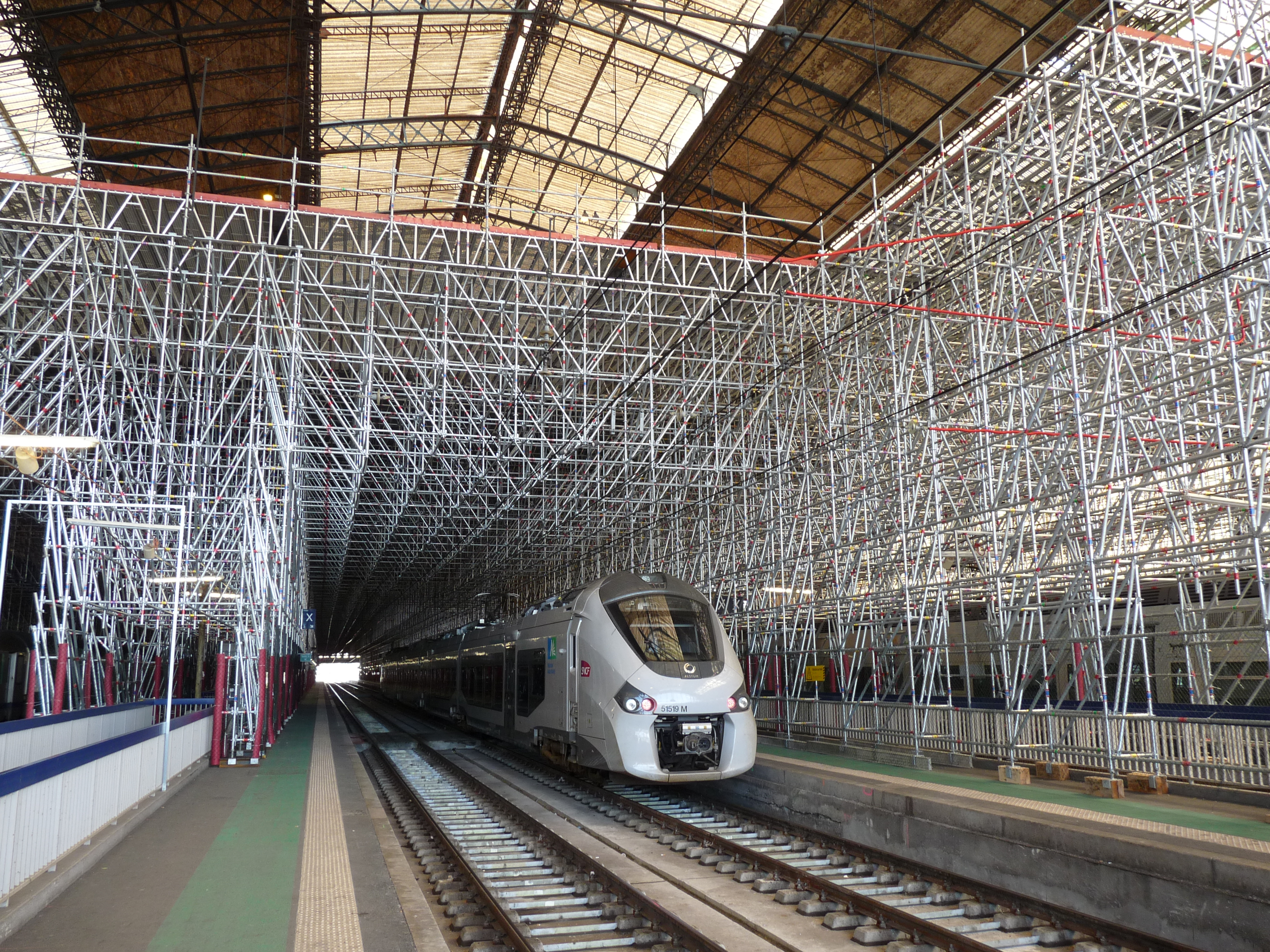
Bordeaux Saint Jean in de steigers (2015)